# Rapakkojärvi (Gällivare socken, Lappland, 741766-171975)
Rapakkojärvi är en sjö i Gällivare kommun i Lappland och ingår i Råneälvens huvudavrinningsområde. Sjön har en area på 0,066 kvadratkilometer och ligger 341 meter över havet.

## Delavrinningsområde
Rapakkojärvi ingår i det delavrinningsområde (741768-171783) som SMHI kallar för Ovan 741971-171925. Medelhöjden är 367 meter över havet och ytan är 10,98 kvadratkilometer. Det finns ett avrinningsområde uppströms, och räknas det in blir den ackumulerade arean 31,2 kvadratkilometer. Atjejoki som avvattnar avrinningsområdet har biflödesordning 2, vilket innebär att vattnet flödar genom totalt 2 vattendrag innan det når havet efter 173 kilometer. Avrinningsområdet består mestadels av skog (74 procent) och sankmarker (23 procent). Avrinningsområdet har 0,15 kvadratkilometer vattenytor vilket ger det en sjöprocent på 1,4 procent.